# Тейлор, Деннис (писатель)
Деннис Тейлор (англ. Dennis E. Taylor) — канадский писатель-фантаст и бывший программист, сноубордист, бегун, известный своими масштабными научно-фантастическими рассказами, исследующими взаимодействие между искусственным интеллектом и состоянием человека.

## Биография
Работая на своей основной работе программистом, Тейлор самостоятельно опубликовал свой первый роман и начал работать с агентом, чтобы попытаться опубликовать свой второй роман «Мы - Легион. Мы - Боб». Тем не менее, Тейлору всё ещё было трудно заставить какое-либо издательство взяться за его работу, и в конце концов он опубликовал её через собственное издательское подразделение своего агента. Также было заключено соглашение о правах на аудиокниги с Audible. После записи «Мы - Легион. Мы - Боб» стала одной из самых популярных аудиокниг на сервисе и была удостоена награды «Лучшая научно-фантастическая аудиокнига года».
Тейлор был отмечен как один из многих популярных авторов, которые представляют свои работы в аудиоформе, а не в печати, чтобы воспользоваться взрывным ростом сервисов аудиокниг.
Романы Тейлора «Ловушка сингулярности» (The Singularity Trap) 2018 и «Небесная река» 2020 года дебютировали в списке бестселлеров художественных аудиокниг New York Times.
В сентябре 2020 года Тейлор выпустил свой шестой роман «Небесная река», продолжение серии «Вселенной Боба». Новый роман следует за сюжетной линией копией Боба репликанта по имени «Бендер» из более ранних романов, который таинственным образом исчез много лет назад, и побуждает к поиску, оказавшему влияние на всю заселённую людьми часть Галактики.

## Основные темы
В серии «Вселенной Боба» Тейлора исследует как такие технологии как крионика, загрузка разума в компьютер и искусственный интеллект, могут изменить общество и условия жизни человека. Ещё одна важная тема — глобальный катастрофический риск, который также фигурирует в «Чужеземье» (Outland) и «Ловушке сингулярности».
Журнал Stern высоко оценил характерный стиль юмора Тейлора, часто основанный на занудных внутренних шутках и отсылках к классике мировой научной фантастике, сериалам и фильмам, таким как Звездный путь, "Футурама, Звездные войны, Вавилон-5 и т. д.

## Личная жизнь
Тейлор живёт за пределами Ванкувера, Канада, со своей женой Блайхин и дочерью Тиной, и любит кататься на сноуборде и горном велосипеде, когда он не пишет и не путешествует.

### Серии
- Вселенная Боба

1. Мы — Легион. Мы — Боб (роман) / We are Legion (We are Bob) (2016)
2. Потому что нас много (роман) / For We Are Many (2017)
3. Все эти миры (роман) / All These Worlds (2017)
4. Небесная река (роман) / Heaven’s River (2020)
5. Пока мы не исчезнем (роман) /  Not Till We Are Lost (2025)

- Quantum Earth

1. Outland (роман). Отредактировано на основе самостоятельно опубликованного романа 2015 г.(2019)
2. Earthside (2023)

- Другие романы и рассказы

1. Outland (роман), самиздат (2015)
2. The Singularity Trap (роман) (2018)
3. Roadkill (2022)
4. A Change of Plans (рассказ), 2017
5. Feedback (рассказ), 2020

## Признание
Работы Тейлора были переведены на несколько языков, включая японский, немецкий, французский и польский[30]. Первые книги серии «Вселенной Боба» переведены на русский издательством Fanzon (Эксмо). «Мы — Легион. Мы — Боб» — в 2021 году, ISBN 978-5-04-121232-2. «Потому что нас много» — в 2022 году, «Все эти миры» в 2023 году. Готовится к издательству четвёртая книга.
Роман «Потому что нас много» стал финалистом премии Seiun Awards 2019.
В октябре 2018 года Тейлор был добавлен в Консультативный совет научной фантастики Фонда X-Prize как «дальновидный рассказчик». Эта группа опытных авторов-фантастов помогает команде X-Prize строить планы на будущее.
В мае 2019 года Тейлора пригласили в Google на одну из «бесед в Google», где он рассказал, что вдохновило его на написание статей, и какие у него планы на ближайшие несколько лет.